# نمودار پوربه

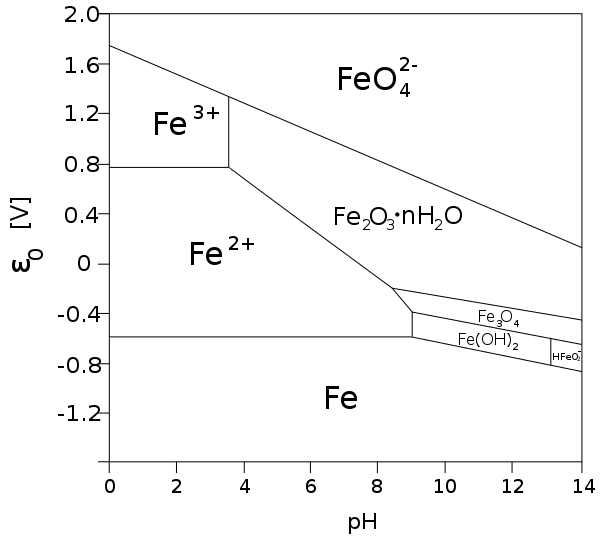
نمودار پوربه آهن

نمودار پوربه در الکتروشیمی، همچنین شناخته شده با نام نمودار پتانسیل/ پی هاش، نمودار EH-pH یا نمودار pE-pH، حالت‌های پایدار(تعادل شیمیایی) ممکن در یک سیستم آبی الکتروشیمیایی را نشان می‌دهد. مرزهای یونی غالب با خط نشان داده شده‌اند. همچنین نمودار پوربه می‌تواند تا حد مطلوبی به عنوان نمودار فازی استاندارد با مجموعه متفاوتی از محورها به کار برده شود. مانند نمودار فازی، هر دو مستقل از سرعت واکنش و انرژی جنبشی هستند. غلظت تعادل علاوه بر pH و پتانسیل به عواملی چون فشار، دما و غلظت نیز وابسته است.
نمودار پوربه بیشتر در دمای اتاق و فشار اتمسفر و غلظت مولی 6-10 ارائه داده می‌شود و هر تغییری در این پارامترها منجر به نمودار پوربه متفاوتی خواهد شد.
نام نمودار برگرفته از نام مبدع آن، مارسل پوربه (۱۹۹۸-۱۹۰۴) شیمیدان روس‌تبار بلژیکی است.

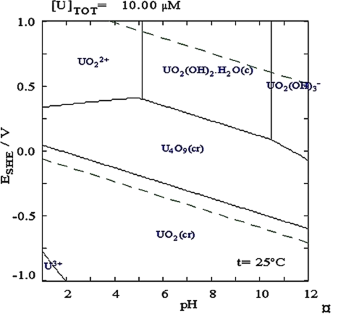
نمودار پوربه اورانیوم در محیط آبی غیرمرکب (مانند پرکلریک اسید/ سدیم هیدروکسید)

به طور معمول اکسایش-کاهش یک فلز (یا هر ماده دیگری) در یک محیط آبی فقط شامل یک فرایند نمی‌شود بلکه شامل چندین نیم واکنش مختلف وابسته به pH است. علاوه بر مواد حل شده، اکسید جامدات و هیدروکسیدها  و همچنین تعادل‌های همگن و ناهمگن (شاخه‌های پیچیده‌تر شیمی)، نیز از اهمیت بالایی برخوردارند. یک نمودار پوربه شامل تمام نیم‌واکنش‌ها و تعادل‌های مهم می‌شود. بنابراین یک روش راحت برای خلاصه‌سازی فرایندهای اکسایش-کاهش است.
نمودار پوربه به موجب نام محورهایش با نام نمودار pH-EH نیز شناخته می‌شود. مؤلفه عمودی نمودار، EH، نماینده پتانسیل کاهشی نسبت به الکترود استاندارد هیدروژن (SHE) است که با معادله نرنست محاسبه می‌شود. حرف "H" نمایانگر هیدروژن است. اگرچه استانداردهای دیگری نیز ممکن است به کار برده شوند که فقط مختص به دمای اتاق هستند.
{\displaystyle E_{H}={E}^{0}-{\frac {V_{T}\lambda }{n}}\log {\frac {{[C]}^{c}{[D]}^{d}}{{[A]}^{a}{[B]}^{b}}}}
که {\displaystyle V_{T}=RT/F\approx 0.02569}(ولت) ولتاژ حرارتی یا "شیب نرنست" در دمای استاندارد  است که {\displaystyle \lambda =\ln(10)}، پس بنابراین داریم{\displaystyle V_{T}\lambda \thickapprox 0.05916} (ولت).
مؤلفه افقی نمودار،pH، تابع منفی لگاریتم فعالیت یون +H است.
{\displaystyle pH=-\log _{10}(a_{{H}^{+}})=\log _{10}({\frac {1}{a_{{H}^{+}}}})}

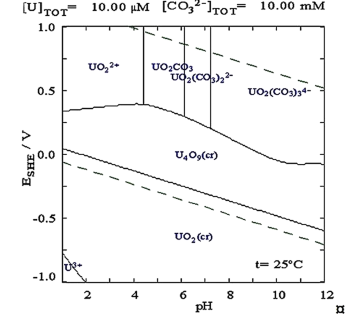
نمودار پوربه اورانیوم در محلول کربناتی، خط چین‌ها محدوده پایداری آب در این سیستم را نشان می‌دهند.

خطوط در نمودار پوربه شرایط تعادل، که در آن کنش‌ها با هم برابرند، را برای مواد در هر طرف خط نشان می‌دهند. در هر طرف خط یک شکل از ماده غالب است.
به منظور شناسایی موقعیت خطوط در نمودار پوربه با معادله نرنست فعالیت مواد شیمیایی در حالت تعادل باید مشخص باشد. در اکثر مواقع فعالیت یک ماده تقریبا برابر با غلظت (در مواد محلول) یا فشار جزئی (در گازها) می باشد. برای همه مواد موجود در سیستم مقدارهای مشابهی باید استفاده شود. 
برای مواد محلول خطوط اغلب برای غلظت های 1 یا  6-10 مولار کشیده می شوند. بعضی اوقات خطوط اضافی نیز برای غلظت های دیگر کشیده می شوند. 
اگر نمودار تعادل بین یک ماده محلول و یک گاز را شامل شود، فشار معمولا بر روی   P 0 = 1 atm =101 325 Pa تنظیم می شود که کمترین فشار لازم برای خروج گاز از یک محلول آبی در شرایط استاندارد است.
با این وجود که همچین نمودارهایی می توانند برای هر سیستم شیمیایی کشیده شوند، لازم به توجه است که اضافه کردن عامل هم چسبی فلز (لیگاند) در اکثر مواقع موجب تغییر جزئی در نمودار می شود.به طور مثال کربنات بر روی نمودار اورانیوم تاثیر قابل توجهی دارد (نمودارهای سمت چپ را ببینید). وجود مقدار ناچیزی از مواد به‌خصوص مانند یون کلرید با تخریب لایه های پوششی می تواند تاثیر زیادی بر پایداری مواد مشخصی داشته باشد.
به علاوه تغییر در دما و غلظت یون های حل شده در محلول خطوط تعادل را مطابق با معادله نرنست انتقال خواهد داد.
هم چنین نمودار از تغییرات انرژی جنبشی تاثیر نمی پذیرد یعنی موادی که به عنوان ناپایدار نشان داده می شوند ممکن است در واقعیت به حد قابل توجهی واکنش نشان ندهند.
نمودار پوربه ساده شده به جای گونه های پایدار، منطقه هایی از "مصونیت"، "خوردگی" و "انفعال" را نشان می دهد. بنابراین نمودارها درباره پایداری یک فلز مشخص در یک محیط به‌خصوص راهنمایی می دهند. مصونیت یعنی فلز تحت حمله نیست در حالی که خوردگی نشان می دهد که حمله عمومی رخ خواهد داد. غیر فعال سازی (منفعل سازی) زمانی رخ می دهد که فلز یک پوشش پایدار از اکسید یا نمکی دیگر بر روی سطحش شکل می دهد. بهترین مثال پایداری نسبی آلومینیوم است که وقتی در معرض هوا قرا می گیرد پوششی از آلومینا بر روی سطحش تشکیل می دهد. 
در نمونه ای ساده از یک سیستم ترمودینامیک که شامل یک فلز(M) و آب است معادله های متفاوتی که ممکن است نوشته شوند به فرم زیر می باشند:
{\displaystyle {\begin{cases}ar_{1}+br_{2}+cH_{2}O+d{H}^{+}+n{e}^{-}\rightleftharpoons 0&{\text{acid balanced}}\\ar_{1}+br_{2}+cH_{2}O+d{OH}^{-}+n{e}^{-}\rightleftharpoons 0&{\text{base balanced}}\end{cases}}{\begin{array}{lcr}&&(n>0)\end{array}}}

که در آن r1 و r2  هر واکنش دهنده ای است که شامل فلز M ، هیدروژن و اکسیژن باشد. معادله باید نسبت به M، H، O و بایر الکتریکی موازنه باشد. استاندارد انرژی آزاد گیبس{\displaystyle \Delta {G}^{o}} در هر معادله متفاوت است. یک معادله پایه بازی می تواند با استفاده از ثابت تعادل خود یونش آب، به یک معادله پایه اسیدی تبدیل شود. در زیر به معادلات پایه اسیدی پرداخته می شود.
در ادامه از شیب نرنست (یا ولتاژ حرارتی) {\displaystyle V_{T}=RT/F} استفاده می شود دکه رد شرایط STP دارای مقدار ...0.02569 ولت است. وقتی لگاریتم با مبنای 10 استفاده شود در شرایط STP {\displaystyle V_{T}\lambda =0.05916...}  که {\displaystyle \lambda =\ln(10)}. سه نوع متفاوت از خطوط مرزی در نمودار پوربه وجود دارد: عمودی، افقی و مایل.

### خط مرزی عمودی
وقتی هیچ الکترونی مبادله نمی شود (n=0)، تعادل بین r1 و r2 تحت تاثیر پتانسیل  الکترود نمی باشد و خط مرزی یک خط عمودی با مقدار مخصوص pH می شود. معادله واکنش می تواند به شکل زیر نوشته شود:
{\displaystyle ar_{1}+br_{2}+cH_{2}O(l)+d{H}^{+}(aq)\rightleftharpoons 0}
و رابطه تعادل انرژی به شکل {\displaystyle \Delta {G}^{o}=-RT\ln K} نوشته می شود که در آن K ثابت تعادل است:
{\displaystyle K={[r_{1}]}^{a}{[r_{2}]}^{b}{[H_{2}O]}^{c}{[{H}^{+}]}^{d}}. بنابرای
{\displaystyle \Delta {G}^{o}=-RT\ln({[r_{1}]}^{a}{[r_{2}]}^{b}{[H_{2}O]}^{c}{[{H}^{+}]}^{d})}
یا در لگاریتم با مبنای 10:
{\displaystyle \Delta {G}^{o}=-(RT\lambda )(\log({[r_{1}]}^{a}{[r_{2}]}^{b}{[H_{2}O]}^{c}{[{H}^{+}]}^{d})-dpH)}
که برای مقدار ویژه pH حل می شود.
به طور مثال برای سیستم آب و آهن خط تعادل بین یون فریک 3+Fe و هماتیت Fe2O3 را در نظر بگیرید. معادله واکنش به فرم زیر خواهد بود:
{\displaystyle 2{Fe}^{3+}(aq)+3H_{2}O(l)\rightleftharpoons Fe_{2}O_{3}(s)+6{H}^{+}(aq)}
که {\displaystyle \Delta {G}^{o}=-8242.5j/mol}. pH خط عمودی نمودار پوربه به شکل زیر به دست می آید:
{\displaystyle pH={\frac {1}{6}}{\Biggl (}{\frac {\Delta {G}^{o}}{RT\lambda }}+\log {\Biggl (}{\frac {[Fe_{2}O_{3}]}{{[{Fe}^{3+}]}^{2}{[H_{2}O]}^{3}}}{\Biggl )}{\Biggl )}}
در شرایط STP برای  Fe+3] = 10-6] و 1 = [H2O] = [Fe2O3] روابط بالا منجر به pH=1.76 می شود.

### خط مرزی افقی
وقتی واکنش شامل یون های +H و -OH نباشد خط مرزی افقی و مستقل از pH می باشد. معادله واکنش به این صورت نوشته می شود:
{\displaystyle {\begin{array}{lcr}ar_{1}+br_{2}+cH_{2}O(l)+n{e}^{-}\rightleftharpoons 0&&(n>0)\end{array}}}
و رابطه تعادل انرژی به صورت زیر است:
{\displaystyle \Delta G=\Delta {G}^{o}-(RT)\ln({[r_{1}]}^{a}{[r_{2}]}^{b}{[H_{2}O]}^{c})}
با استفاده از تعریف پتانسیل الکترود، {\displaystyle \Delta G=-FE} می باشد که می تواند به شکل معادله نرنست نوشته شود:
{\displaystyle E_{h}={E}^{o}+{\frac {V_{T}}{n}}\ln({[r_{1}]}^{a}{[r_{2}]}^{b}{[H_{2}O]}^{c})}
یا با استفاده از لگاریتم با مبنای 10داریم:
{\displaystyle E_{h}={E}^{o}+{\frac {V_{T}\lambda }{n}}\log({[r_{1}]}^{a}{[r_{2}]}^{b}{[H_{2}O]}^{c})}
در نمونه آب و آهن خط مرزی بین 3+Fe و Fe+2 را در نظر بگیرید. معادله واکنش خواهد بود:
{\displaystyle {Fe}^{3+}(aq)+{e}^{-}\rightleftharpoons {Fe}^{2+}(aq)}
چون الکترون ها وارد معادله شده اند Eo = 0.771 V است  و چون معادله شامل +H و -OH نمی باشد مستقل از pH است. Eh به عنوان تابعی از دما خواهد بود:
{\displaystyle E_{h}={E}^{o}+V_{T}\lambda \log {\Biggl (}{\frac {[{Fe}^{2+}]}{[{Fe}^{3+}]}}{\Biggl )}}
برای هر دو نمونه یونی در غلظت 6-10 مولار و شرایط STP {\displaystyle E_{h}={E}^{o}=0.771V} و مرز یک خط افقی در Eh=0.771 ولت خواهد بود که این مقدار با دما تغییر می کند.

### خط مرزی مایل
در این قسمت هم الکترون ها هم یون های +H درگیر می شوند و پتانسسیل الکترود تابعی از pH است. معادله واکنش به شکل زیر نوشته می شود:
{\displaystyle ar_{1}+br_{2}+cH_{2}O+d{H}^{+}+n{e}^{-}\rightleftharpoons 0}
با استفاده از تعریف انرژی آزاد در شکل پتانسیل، رابطه تعادل انرژی توسط معادله نرنست به دست می آید:
{\displaystyle E_{h}={E}^{o}+{\frac {V_{T}\lambda }{n}}(\log({[r_{1}]}^{a}{[r_{2}]}^{b}{[H_{2}O]}^{c})-dpH)}
در نمونه آب و آهن خط مرزی بین آهن فروس Fe+2 و هماتیت Fe2O3  را در نظر بگیرید. معادله واکنش به شکل زیر به دست می آِد:
{\displaystyle Fe_{2}O_{3}()+6{H}^{+}(aq)+2{e}^{-}\rightleftharpoons 2{Fe}^{2+}(aq)+3H_{2}O(l)}
که {\displaystyle {E}^{o}=0.728V} می باشد.  معادله خط مرزی با تعریف لگاریتم در مبنای 10 خواهد بود:
{\displaystyle E_{h}={E}^{o}-{\frac {V_{T}\lambda }{2}}{\Biggl (}\log {\Biggl (}{\frac {{[{Fe}^{+2}]}^{2}{[H_{2}O]}^{3}}{[Fe_{2}O_{3}]}}{\Biggl )}+6pH{\Biggl )}}
برای Fe2O3]=[H2O]=1] و Fe2+]=10−6] این رابطه منجر به Eh=1.0826 - 0.1775 pH می شود.

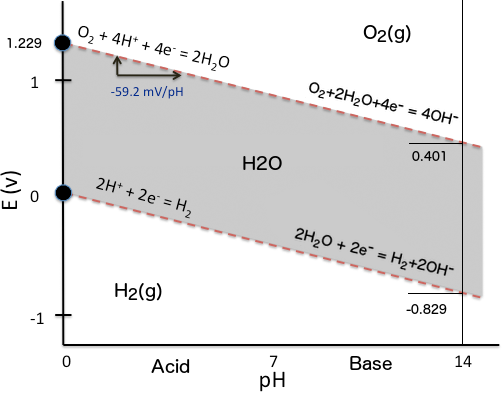
نمودار پوربه آب شامل مناطق تعادل برای آب، اکسیژن و هیدروژن در شرایط STP است. مقیاس عمودی نشان دهنده پتانسیل الکترود هیدروژن یا یک الکترود غیر برهم کنش نسبت به الکترود SHE (مرجع) است. مقیاس افقی نشان دهنده pH الکترولیت(در غیر این صورت غیر برهم کنش) است. با فرض نبود پتانسیل اضافی، اگر از خط تعادل بالایی فراتر برویم شرط تعادل گاز اکسیژن می شود و اکسیژن تا زمانی که تعادل به دست آید به صورت حباب از الکترود خارج می شود. به همین صورت اگر از خط تعادل پایینی پایین تر برویم شرط تعادل گاز هیدروژن می شود و هیدروژن تا زمانی که تعادل به دست آید به صورت حباب از الکترود خارج می شود.

در اکثر موارد شرایط ممکن در یک سیستم توسط منطقه پایداری آب محدود می شوند. در نمودار پوربه اورانیوم  محدوده ی پایداری آب با دو خط چین مشخص شده است و منطقه پایداری آب در بین این دو خط قرار می گیرد.
تحت شرایط کاهنده شدید ( EH/pE پایین) آب به موجب معادله زیر به هیدروژن کاهش خواهد یافت.
{\displaystyle 2H_{2}O+2{e}^{-}\longrightarrow H_{2}(g)+2{OH}^{-}}
یا 
{\displaystyle 2H_{3}{O}^{+}+2{e}^{-}\longrightarrow H_{2}(g)+2H_{2}O}
با استفاده از معادله نرنست و قرار دادن  E0 = 0 V و فراریت (متناظر با واکنش پذیری) گاز هیدروژن در 1، معادله برای خط چین پایینی (مرز منطقه پایداری آب) در نمودار پوربه خواهد بود:
{\displaystyle E_{H}=-V_{T}\lambda pH}
در دما و فشار استاندارد. پایین تر از این خط آب به هیدروژن کاهش پیدا می کند و به طور معمول عبور ازین خط تا زمانی که هنوز آبی باری کاهیده شدن وجود دارد ممکن نخواهد بود.
در مقابل تحت شرایط اکسنده شدید( EH/pE بالا) آب به موجب معادله زیر به گاز هیدروژن اکسایش خواهد یافت:
{\displaystyle 6H_{2}O\longrightarrow 4H_{3}{O}^{+}+O_{2}(g)+4{e}^{-}}
مانند بالا با استفاده از معادله نرنست اما با E0 =-ΔG0H2O/2F = 1.229 V، محدوده بالایی پایداری آب در فشار و دمای استاندارد به دست می آید:
{\displaystyle E_{H}={E}^{0}-V_{T}\lambda pH}
بالاتر از این خط آب به اکسیژن اکسایش خواهد یافت و به طور معمول عبور از این خط تا زمانی که هنوز آبی برای اکسید شدن وجود دارد، ممکن نخواهد بود.
نمودار پوربه استفاده های زیادی دارد. برای مثال در مطالعات خوردگی، زمین شناسی و مطالعات محیطی. استفاده صحیح از نمودار پوربه نه تنها به شناسایی ماهیت مواد موجود در یک محلول (یا نمونه) کمک می کند بلکه در درک مکانیزم واکنش ها نیز کمک بزرگی است.

### در شیمی محیط زیست
نمودار پوربه به صورت گسترده ای برای توضی رفتار شیمیایی نمونه های شیمیایی موجود رد هیدروسفر استفاده می شود. در این موارد پتانسیل کاهشی pE به جای EH استفاده می شود. pE یک عدد مطلق است و می تواند به راحتی توسط معادله زیر به EH مربوط شود:
{\displaystyle pE={\frac {E_{H}}{V_{T}\lambda }}}
مقادیر pE در شیمی محیط زیست در محدوده 12- تا 25+ تغییر می کند، زیرا در پتانسیل بالا یا پایین آب به ترتیب کاهش می یابد یا اکسید می شود. در کاربردهای محیط زیست غلظت مواد حل شده به طور معمول بین 2-10 تا 5-10 مولار قرار می گیرد تا برای ایجاد خطوط تعادل استفاده شود.
1. 1 2  «Western Oregon University».
2. ↑  Arneodo, F., Balata, M., Benabderrahmane, M.L. et al. Characterization of Naturally Occurring Radioactive Material (NORM) Generated from the Lower Cretaceous Carbonate Formations in the Arabian Peninsula and Gulf. Berg Huettenmaenn Monatsh 165, 353–363 (2020). https://doi.org/10.1007/s00501-020-01011-z. پیوند خارجی در |title= وجود دارد (کمک)
3. ↑  W. M. Latmier , oxidation potential , Pretice-Hall, NJ , 1952.
4. 1 2 3 4 5  van Loon, Gary; Duffy, Stephen (2011). Environmental Chemistry – a global perspective (3rd ed.). Oxford University Press. pp. 235–248. ISBN 978-0-19-922886-7.
5. 1 2  Verink, E.D. Jr (۲۰۱۷-۰۳-۲۹). «simplified procedure for constructing pourbaix diagram» (PDF). بایگانی‌شده از اصلی (PDF) در ۱۱ ژانویه ۲۰۱۷. دریافت‌شده در ۷ نوامبر ۲۰۲۰.
6. 1 2  Kopeliovich, Dimitri (۲۰۱۷-۰۳-۲۹). «pourbaix diagrams».
7. ↑  «Geological Survey Water-Supply Paper 1459. 1962» (PDF). ۲۰۲۰-۱۱-۰۸.
8. ↑  Noyhouzer T., Bellemare-Alford D., Payne N. A., Martineau E. and Mauzeroll J. (۲۰۱۸). «Unfolding the Hidden Reactions in Galvanic Cells».

- Brookins, D. G., Eh-pH Diagrams for Geochemistry. 1988, Springer-Verlag, ISBN 0-387-18485-6
- Denny A. Jones, Principles and Prevention of Corrosion, 2nd edition, 1996, Prentice Hall, Upper Saddle River, NJ. ISBN 0-13-359993-0 Page 50-52
- Pourbaix, M., Atlas of electrochemical equilibria in aqueous solutions. 2d English ed. 1974, Houston, Tex.: National Association of Corrosion Engineers.
- Pourbaix, M., Atlas of electrochemical equilibria in aqueous solutions. 2d English ed. 1974, Houston, Tex.: National Association of Corrosion Engineers.
- Takeno, Naoto (May 2005). Atlas of Eh-pH diagrams (Intercomparison of thermodynamic databases) .Tsukuba, Ibaraki, Japan: National Institute of Advanced Industrial Science and Technology - Research Center for Deep Geological Environments. Retrieved 2017-05-16.